# Pachyphlodes melanoxanthus
Pachyphlodes melanoxanthus is een schimmel behorend tot de familie Pezizaceae. 

## Kenmerken
De ascus bevat acht sporen. De sporen zijn fijnstekelig. 